# Zavetrni otoki
Zavetrni otoki so skupina otokov, ki ležijo tam, kjer se severovzhodno Karibsko morje sreča z zahodnim Atlantskim oceanom. Začenši z Deviškimi otoki vzhodno od Portorika, segajo proti jugovzhodu do Gvadelupa in njegovih odvisnih območij. V angleščini se izraz Leeward Islands nanaša na severne otoke verige Malih Antilov. Južnejši del te verige, ki se začne z Dominiko, se imenuje Privetrni otoki. Dominika je prvotno veljala za del Zavetrnih otokov, vendar je bila leta 1940 premeščena iz Britanskih Zavetrnih otokov na Britanske Privetrne otoke.

## Izvor imena
Ime te otoške skupine Leeward Islands izhaja iz prejšnjih stoletij, ko so bile jadrnice edina oblika prevoza čez Atlantski ocean. V jadralski terminologiji ' privetren ' pomeni proti viru vetra (navzgor), medtem ko je ' zaveter ' nasprotna smer (v vetru). V Zahodni Indiji pihajo prevladujoči vetrovi, znani kot pasati, pretežno iz severovzhoda. Zato bi jadrnica, ki izpluje iz britanske Zlate obale in Gvinejskega zaliva, ki jo poganjajo pasati, običajno najprej naletela na otoka Dominika in Martinik , ki sta najbolj proti vetru, na svoji zahodno-severozahodni poti do končnih ciljev na Karibih, Srednji Ameriki in Severni Ameriki.  Ta lokacija, Dominika in Martinik, postane groba ločnica med Privetrnimi otoki in Zavetrnimi otoki.
Zgodnji španski kolonizatorji so Portoriko in otoke na zahodu imenovali Sotavento, kar pomeni 'zavetrno'. Otoki južno in vzhodno od Portorika so se takrat imenovali Islas de Barlovento, kar pomeni "privetrni otoki". Ko so Britanci prevzeli nadzor nad številnimi Malimi Antili, so Antigvo, Monserat in otoke na severu označili za 'Zavetrne otoke'. Gvadelup in otoki na jugu so bili označeni kot "Privetrni otoki". Kasneje so vsi otoki severno od Martinika postali znani kot Zavetrni otoki.  Dominika je bila leta 1940 prenesena na Britanske Zavetrne otoke in se zdaj šteje za del Zavetrnih otokov.
Toda celo v sodobni rabi v jezikih, ki niso angleščina, zlasti v nizozemščini, francoščini in španščini, so vsi Mali Antili od Deviških otokov do Trinidada in Tobaga znani kot "Privetrni otoki" ( Bovenwindse Eilanden v nizozemščini, Îles du Vent v francoščini in Islas de Barlovento v španščini). Otoki ABC in drugi otoki vzdolž venezuelske obale, znani v angleščini kot Zavetrni  Antili, so v drugih jezikih znani kot "Zavetrni otoki".
Glede na fidžijski jezikovni slovar, objavljen leta 1872, je navedeno, da so se Zavetrni otoki v tem času imenovali "Ra". 

## Geografija
Otoki so prizadeti zaradi aktivnega vulkanizma, v Monseratu pa so se v devetdesetih letih dvajsetega stoletja in v letih 2009 do 2010 zgodili opazni izbruhi. Najvišji vrh je 1.467 m visoka gora La Grande Soufrière na Gvadelupu.

## Zgodovina
Ljudstvo Karibov, po katerih so Karibi dobili ime, naj bi se preselili z območja reke Orinoco v Venezueli v Južni Ameriki, da bi se naselili na karibskih otokih okoli leta 1200 našega štetja, glede na datiranje z ogljikom. V stoletju pred Kolumbovim prihodom na Karibsko otočje leta 1492 so Karibi z vojnami, iztrebljanjem in asimilacijo večinoma izpodrinili maipurejsko govoreče Taínose, ki so otoške verige naselili prej v zgodovini. 
Otoki so bili med prvimi deli Amerike, ki so padli pod nadzor španskega cesarstva. Evropski stik se je začel z drugim potovanjem Krištofa Kolumba; veliko imen otokov izvira iz tega obdobja: Monserat je dobil ime v čast Santa Maria de Monserat (Naša Gospa Monseratska), po Blaženi Devici iz samostana Montserrat, ki se nahaja na gori Montserrat, nacionalnem svetišču Katalonije. „Mont serrat “ v katalonščini pomeni „gori gora“, ki se nanaša na nazobčan videz gorovja.

### Britanska kolonija Zavetrnih otokov
Zavetrni otoki so leta 1671 postali britanska kolonija, njen prvi guverner pa je bil William Stapleton.
Čeprav so sorazmerno veliko manjši od okoliških otokov v Karibih, so Zavetrni otoki predstavljali najpomembnejši upor proti britanskemu zakonu o znamkah, čeprav je bil v primerjavi s celinskimi severnoameriškimi kolonijami očitno manj srdit.
Leta 1660 je bilo na Zavetrnih otokih približno 8000 belih naseljencev in približno 2000 afriških sužnjev. Vendar se je to razmerje v naslednjih letih zmanjšalo. Leta 1678 je bilo 10.408 belih naseljencev in 8.449 črnih sužnjev. Do leta 1708 je obstajala velika razlika med številom belih naseljencev, ki se je zmanjšalo na 7.311, medtem ko je bilo število črnih sužnjev ocenjeno na 23.500.
Leta 1816 je bila kolonija kot federacija otokov razpuščena, posameznim otokom pa so vladali posamično. Vendar je bila kolonija Zavetrnih otokov ponovno ustanovljena leta 1833. 

## Seznam pomembnih otokov med Zavetrnimi otoki
V Zavetrnih otokih sta dve deželi in enajst ozemelj. Od severozahoda proti jugovzhodu so glavni otoki:
- Španiski (Portoriški) otoki (Portoriko)
  - Culebra (občina  spada k Portoriku)
  - Vieques (občina spada k Portoriku)
- U.S. Virgin Islands (Združene države Amerike)
  - Sveti Tomaž
  - Sveti Ivan
  - Sveti Križ
  - Vodni otok
- British Virgin Islands (Združeno kraljevstvo)
  - Jost Van Dyke
  - Tortola
  - Deviška Gorda
  - Anegada
- Anguilla (Združeno kraljevstvo)
- Sveti Martin (otok)
  - Francoski Sveti Martin (Francija)
  -  Sint Maarten (Kraljevina Nizozemska)
- Saint Barthélemy (Francija)
- Saba (Nizozemska)
- Sint Eustatius (Nizozemska)
- Saint Kitts and Nevis
  - Sveti Kitts
  - Nevis
- Antigua and Barbuda
  -  Barbuda
  -  Antigva
  -  Redonda — nenaseljen
- Montserrat (Združeno kraljevstvo)
- Guadeloupe (Francija)
  - La Désirade (odvisno ozemlje pod Gvadelup) — dobesedno 'Zaželeno', tudi imenovano La Deseada[10]
  - Îles des Saintes (odvisno ozemlje pod Gvadelup)
  - Marie-Galante (odvisno ozemlje pod Gvadelup)

## Drugi viri
- Jeppe Mulich. 2020. V morju imperijev: mreže in prehodi v revolucionarnih Karibih . Cambridge University Press.